# Pierre-Yves Cossé
Pour les articles homonymes, voir Cossé.
Pour les autres membres de la famille, voir Famille Cossé.
Pierre-Yves Cossé, né le 24 novembre 1934 à Nantes, est un haut fonctionnaire et chef d'entreprises français, inspecteur général des finances en 1986 et commissaire général au Plan de 1988 à 1992.

## Biographie

### Vie familiale
D'une famille nantaise d'industriels catholiques, fils de Georges Cossé, président de BN, et frère de Lionel Cossé, PDG de BN, vice-président de General Mills et président de l'Union patronale de la Loire-Atlantique, il épouse la fille de Jean Mersch.

### Formation et militantisme
Pierre-Yves Cossé entre en 1954 à Institut d'études politiques de Paris (Sciences Po Paris) et à la Faculté de droit de Paris. Il devient responsable fédéral de la Jeunesse étudiante chrétienne (JEC) à Nantes pour le secondaire. À l’Union nationale des étudiants de France (UNEF), il assiste à cinq congrès nationaux de 1955 à 1959 et devient en 1955 président de l’Amicale de Sciences Po, puis à l’été 1956 vice-président aux questions internationales dans le premier bureau national « mino », présidé par Michel de La Fournière. Il est élu président de l’UNEF au congrès de Paris en 1957. Il est reçu à l’ENA en 1959.

### Carrière
Entré à l’Inspection des Finances en 1964 et maître de conférences deux ans à Sciences Po Paris entre 1966 et 1968, il est successivement à la direction de la Prévision (1968-1973), directeur administratif et financier de la Société Centrale pour l’Équipement du Territoire (SCET), filiale de la Caisse des dépôts et consignations, de 1973 à 1978, et chef de la Mission économique et financière de l’ambassade de France à Alger en qualité de ministre conseiller en 1979.
Proche de Michel Rocard, dont il est le directeur de la précampagne présidentielle en 1980, et membre de la commission économique du PS, il est au lendemain de l’élection de François Mitterrand en 1981 chargé de mission auprès de Jacques Delors, ministre de l’Économie et des Finances, puis de 1982 à 1988, directeur général adjoint de la BNP qui venait d’être nationalisée.
Il est commissaire général au Plan de 1988 à 1992.
Président de la COFACE de 1991 à 1994 et de la Société anonyme de gestion immobilière et de transactions (SAGITRANS) de 1995 à 1996, il termine au ministère de l’Économie et des Finances comme président de l’agence chargée de l’assistance technique internationale (Adetef) de 1996 à 2002. Il est secrétaire général du Comité de direction de la coopération technique internationale (CODICTI) de 1999 à 2003.
À la demande des gouvernements français et vietnamien, il est président depuis 2002 du Forum économique et financier franco-vietnamien.
Il est administrateur de Thomson SA (1989-1994), de l'Adetef et de l'Inalco depuis 2002, de la Cité internationale universitaire de Paris depuis 2004 et de l'Association pour la recherche sur le cancer. Il a été membre de la Fondation Saint-Simon.
Cossé collabore au journal La Tribune et à la revue Esprit.

## Publications
- La vocation universitaire de Nice, 1962
- La concurrence capitaliste, Seuil, 1974
- L’État et la prévision économique, Berger-Levrault, 1975
- Le Vermeil et la vie (livre de mémoires), Sépia, 1998

## Sources
- Fabien Cardoni, Nathalie Carré de Malberg, Michel Margairaz, Dictionnaire historique des inspecteurs des Finances 1801-2009 : Dictionnaire thématique et biographique - Institut de la gestion publique et du développement économique, 2012